# Kaynakköy, Kulp
Kaynakköy là một xã thuộc huyện Kulp, tỉnh Diyarbakır, Thổ Nhĩ Kỳ.